# Fritz Gunst
Fritz Gunst   (Hannover, 22 de setembre de 1908 - Hannover, 9 de novembre de 1992) va ser un waterpolista alemany que va competir durant les dècades de 1920 i 1930.
El 1928 va prendre part en els Jocs Olímpics d'Amsterdam, on va guanyar la medalla d'or en la competició de waterpolo. Quatre anys més tard, als Jocs de Los Angeles, guanyà la medalla de plata en la mateixa competició. Revalidà aquesta medalla als Jocs de Berlín de 1936. En el Campionat d'Europa fou segon el 1931, 1934 i 1938 i tercer el 1926. Guanyà la lliga alemanya de 1927, 1936, 1937 i 1938.
Va lluitar en la Segona Guerra Mundial, on va perdre una cama. El 1990 fou incorporat a l'International Hall of Fame of Swimming.